# 1538 en science
| Années de la science : 1535 - 1536 - 1537 - 1538 - 1539 - 1540 - 1541    |
| Décennies de la science : 1500 - 1510 - 1520 - 1530 - 1540 - 1550 - 1560 |

Cet article présente les faits marquants de l'année 1538 en science.

## Événements
- Girolamo Cardano commence la rédaction d'un grand traité d'algèbre, Ars magna, publié en 1545. Il demande à Niccolo Fontana Tartaglia la solution de l'équation du troisième degré et ce dernier aurait refusé[1]. En 1539, Tartaglia finit par lui donner la solution codée, contre le serment de ne jamais la divulguer[2].

## Publications
- Girolamo Fracastoro : Homocentrica, 1538 ;
- William Turner : Libellus de re herbaria novus, 1538 ;
- André Vésale : Tabulae anatomicae sex, 1538.

## Naissances

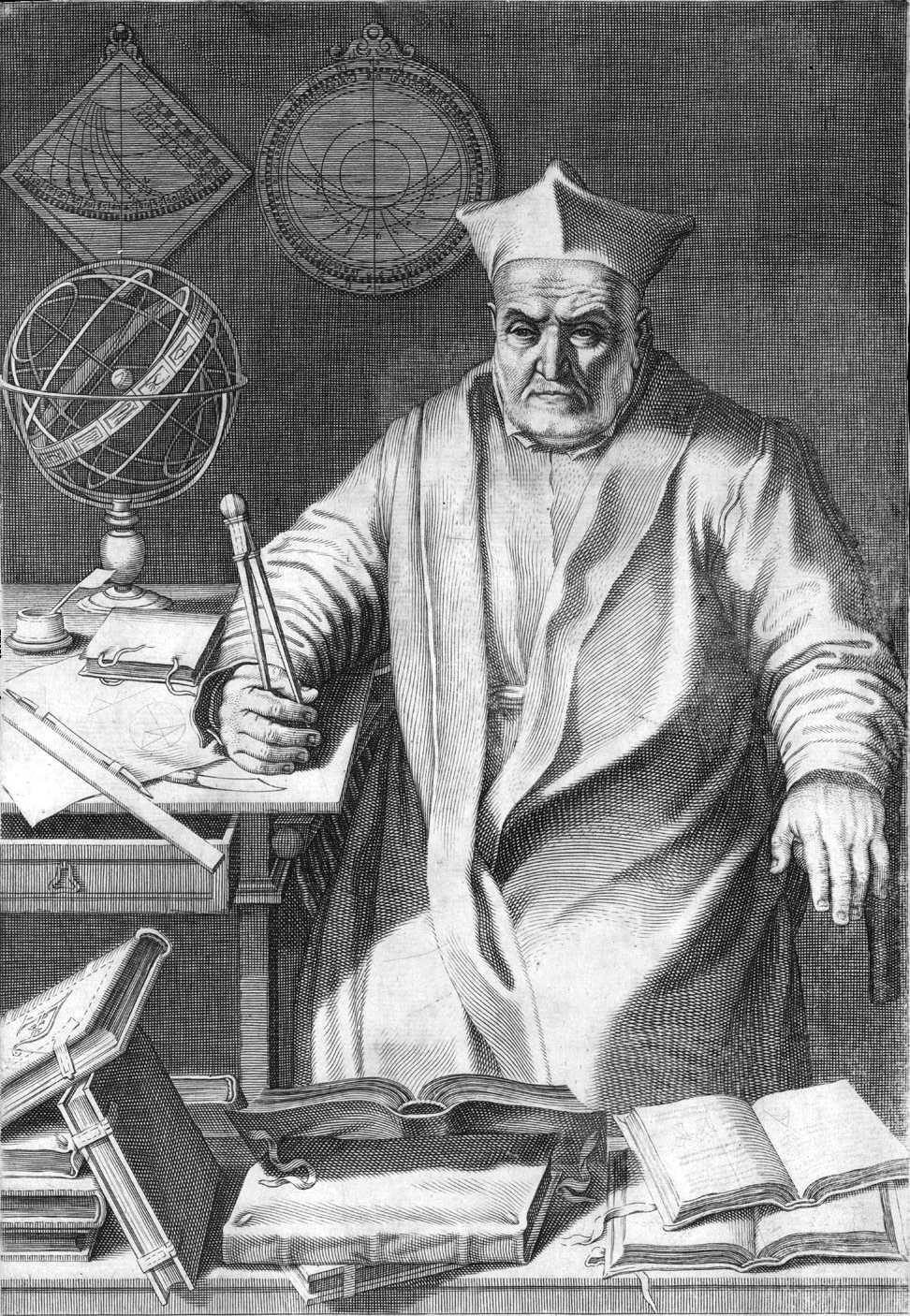
Christopher Clavius

- 25 mars : Christopher Clavius (mort en 1612), mathématicien, astronome et jésuite allemand.

- Guillaume de Baillou (mort en 1616), médecin français.
- Giovanni Paolo Gallucci (mort en 1621), astronome et traducteur italien.
- Jacques Grévin (mort en 1570), médecin, homme de théâtre et poète.
- Mathias de l'Obel (mort en 1616), botaniste flamand.

## Décès
- 27 mai : Anthony Fitzherbert (né en 1470), jurisconsulte et agronome.

- Maximilianus Transylvanus (né en 1490), auteur du premier récit imprimé de la première circumnavigation de l'histoire accomplie sous le commandement de Juan Sebastián Elcano en 1522 au cours du voyage de Magellan.